# تازی‌ماهی
تازی‌ماهی (نام علمی: Tylosurus crocodilus) نام یک گونه از تیره منقارماهیان است.